# Kam´janycja (okres Užhorod)
Kam´janycja (ukrajinsky Kам'яниця, maďarsky Ókemence), dříve Kemencze, Stará Kamenice nebo Kamenice Stará, Kamjanica nad Uhom, Kamenice nad Uhom, je obec v Onokivské územní komunitě, v okrese Užhorod, v Zakarpatské oblasti na Ukrajině. Částí obce Kam´janycja je Huta.
Kam´janycja leží na řece Uh. Je zde železniční stanice na trati Lvov – Užok – Čop.

## Historie
První písemná zmínka o obci pochází z roku 1451. V písemných pramenech z 15. až 17. století byla obec uváděna pod názvem Kemencze; obec byla v té době součástí nevického panství Drugethů. Do uzavření Trianonské smlouvy byla obec součástí Uherska. Za první republiky zde byla četnická stanice. V roce 1939 byla obec okupována Maďarskem. Od roku 1945 byla součástí Ukrajinské sovětské socialistické republiky, která byla součástí SSSR. Od roku 1991 je součástí nezávislé Ukrajiny.

## Pamětihodnosti
- Nevický hrad – zřícenina hradu z 13. století

## Přírodní památky
- Tepla Jama – přírodní památka (93 ha) na jihovýchodních výběžcích Vihorlatských vrchů
- Ostra – přírodní rezervace (20 ha)
- Sloup ze sopečného tufu (vysoký 10 m)